# یخ‌بندان نهایی
«یخ‌بندان نهایی» (به انگلیسی: Terminal Frost) یک قطعه موسیقی بدون‌کلام از آلبوم لغزش آنی در عقل گروه موسیقی پراگرسیو راک انگلیسی پینک فلوید است که در سال ۱۹۸۷ منتشر شد.

## درباره
بمانند دو بخش از آهنگ «ماشین نو»،ویرایش زنده از این آهنگ در هیچ آلبومی رسماً توسط پینک‌فوید منتشر نشد.نبودن نیک میسن برای درام‌زدن در دوره‌ای که پینک فلوید فعالیتی نداشت گروه مجبور شد از ماشین درام در این اهنگ استفاده کند.

برای ساکسفون گروه از تام اسکات و جان هلوین که بعدها به عنوان ساکسفون‌نواز گروه پراگرسیو راک سوپرترمپ شناخته‌تر شد، استفاده کرد. 

## سازندگان
- دیوید گیلمور - گیتارنواز
- ریچارد رایت - سینث‌سایزر ،پیانو
- نیک میسن - ماشین درام
- جان کرین - کیبرد و سینث‌سایزر
- تام اسکات - ساکسوفون
- جان هلوین - ساکسوفون
- تونی لوین - بیس گیتار
- باب ازرین - پرکاشن (سازهای کوبه‌ای)